# Munich Arena
Munich Arena es una futura arena multiusos de la ciudad de Frisinga cercana a Múnich, Alemania. Tendrá una capacidad de aproximadamente 20,000 espectadores con un enfoque especial para la realización de conciertos y eventos de entretenimiento. Está planificado para ser inaugurado en el año 2029.

## Antecedentes y desarrollo
La arena nace con el propósito de convertir a la ciudad de Múnich en un distrito de entretenimiento de primer nivel en el continente. Además, se propone ser el primer estadio climáticamente neutro, gracias a la planificación basada en el ciclo de vida para reducir la huella de carbono durante la construcción, haciendo uso de materiales reciclables y de origen sostenible, así como de la gestión climáticamente positiva una vez inaugurado el estadio, lo que se garantizará con la generación y obtención de energía mediante los paneles solares colocados en el techo y en los alrededores de la arena.

## Estructura y diseño
El diseño llamativo rinde homenaje a la herencia y cultura bávara de la zona, otorgándole a la arena una forma distinta y reconocible. El exoesqueleto posee una forma de rombo, inspirada en los rombos presentes en la bandera de Baviera; por otro lado, el diseño interior posee una configuración de los asientos en forma de herradura, para poder lograr un escenario multifuncional.
El proyecto también contempla la construcción de un estacionamiento y un hotel a un costado del recinto.

## Localización
El recinto se ubicará junto al centro de innovación y tecnología LabCampus, al lado del Aeropuerto Internacional de Múnich, al norte de la ciudad, en la localidad de Frisinga.